# Нетрадиційні бойові дії
Нетрадиційні бойові дії або нетрадиційна війна (англ. unconventional warfare) — у військовій справі — термін, яким в контексті військових операцій припускають проведення таких дій, що кардинально відрізняються від звичайних бойових дій. Якщо звичайні війни або збройні конфлікти мають за мету зменшення військового потенціалу противника, тактика нетрадиційних методів ведення бойових дій є спробою досягти військової перемоги шляхом згоди, капітуляції, або таємної підтримки однієї зі сторін існуючого конфлікту.
Нетрадиційні бойові дії відрізняються від методів звичайної війни тим, що сили або цілі їх приховані або не дуже добре визначені, а загальні або довгострокові цілі спрямовані на примушення противника відмовитися від подальшого опору та скласти зброю.
Загальною метою нетрадиційної війни є вселити переконання, що досягнення миру та безпеки у конфлікті неможливі без компромісів або поступок. Конкретні цілі включають спонукання втоми від війни; обмеження рівня життя мирного населення та їх громадянських свобод, пов'язаних з великими вимогами безпеки; економічні труднощі, пов'язані з витратами на війну; провокування безнадії, щоб захиститися від нападу, страху, депресії неможливо, і врешті-решт розпад морального духу противника.